# Поздішовце
Поздішовце (словац. Pozdišovce; угор. Pazdics) — село, громада в окрузі Михайлівці, Кошицький край, Словаччина. Каадастрова площа громади — 18,049 км². Село розташоване на висоті 123 м над рівнем моря. Населення — 1312 осіб (за оцінкою на 31 грудня 2017 р.).

## Історія
Вперше згадується 1315 як угорське місто Паздіч, населене переважно православними.

## Населення
| Рік:            | 1994. | 2004.   | 2014.   | 2024.   |
| --------------- | ----- | ------- | ------- | ------- |
| Кількість осіб: | 1183  | 1227    | 1289    | 1307    |
| Різниця:        |       | +3,71 % | +5,05 % | +1,39 % |

| Рік:            | 2023. | 2024.   |
| --------------- | ----- | ------- |
| Кількість осіб: | 1312  | 1307    |
| Різниця:        |       | -0,38 % |

## Пам'ятки

### Храми
У селі є римо-католицький костел з 14 століття, перебудований у 18 столітті в стилі бароко, греко-католицька церква найсвятішого серця Спасителя з 1927 року в стилі бароко-класицизму та православна церква Преображення Господа Ісуса Христа з 1994 року.

### Інші пам'ятки
- садиба з 1648 року збудована на кошти угорського аристократа Петра Сирмая в стилі пізнього ренесансу, перебудована у 1890 році в стилі неоготики
- каплиця з початку 19 століття в стилі класицизму

## Сучасний стан
В селі є бібліотека та футбольне поле. Також млин як музейний експонат. Кілька аматорських хорів.

## Видатні постаті
Йонаш Заборський — словацький письменник, журналіст, у 1830-их роках служив парохом в селі